# High-Level Data Link Control
High-Level Data Link Control (HDLC) ist ein von der ISO normiertes Netzwerkprotokoll ISO/IEC 13239:2002. Es ist innerhalb des ISO/OSI-Modells in Schicht 2, der Sicherungsschicht, einzugliedern. HDLC basiert in seiner Grundstruktur auf dem SDLC-Protokoll von IBM, darüber hinaus gibt es das proprietäre Cisco-HDLC.

## Eigenschaften
Der HDLC-Standard besteht aus:
- Steuerung des Übertragungsabschnitts
- Erkennen von Übertragungsfehlern und Reihenfolgefehlern durch Blocküberprüfung (CRC-16) und Sequenznummernkontrolle
- Fehlerkorrektur durch Blockwiederholung
- Flusskontrolle mit Sliding Window
- Weitermelden von nicht korrigierbaren Fehlern und Protokollfehlern zur nächsthöheren Schicht (Vermittlungsschicht)

Cisco HDLC:
- Wie HDLC, aber durch Einfügen eines proprietären Feldes (2 Byte zwischen den Feldern "Control" und "Information") wird das Layer-3-Protokoll der nachfolgenden Daten angegeben und eine Multiprotokoll-Umgebung möglich.
- Kommunikation zwischen Cisco-HDLC und anderen HDLC-Geräten ist nicht möglich.

Das HDLC-Datenformat ist typisch für ein bitorientiertes Protokoll ohne die Möglichkeit der Authentifizierung. Es ermöglicht Punkt-zu-Punkt-Verbindungen und Punkt-zu-Multipunkt-Verbindungen.

## Blockaufbau
Es besteht aus dem Opening flag (Blockbegrenzung) '01111110' (hexadezimal 0x7E), das mit 8 Bits dargestellt wird. Danach folgt das Address field (Adressfeld) mit nochmal 8 Bits oder alternativ ein erweitertes Adressfeld mit einem Vielfachen von 8 Bit, gekennzeichnet durch eine 0 an der Bitposition 1. An dritter Stelle kommt das Control field (Steuerfeld) mit 8 oder 16 Bits. Dann folgt das Information field (Datenfeld), das eine variable Länge (Vielfaches von 8 Bit) hat. Das Frame check sequence field (Blockprüfung) besteht aus 16 Bits und enthält eine Prüfsumme der übertragenen Daten (CCITT CRC-16), dessen Binärstellen nach der Berechnung und vor der Übertragung beim Sender mit 0xFFFF XOR-verknüpft werden. Alternativ kann das Schieberegister, welches zur CRC-Berechnung dient, auch vor der Berechnung mit Einsen gefüllt werden. Durch diese Modifikation entsteht eine robustere Prüfsumme, die auch gegen Anfügen und Löschen von Nullen schützt. Der Empfänger vergleicht nach der Division mit 0001 1101 0000 1111 statt mit 0. Zuletzt folgt das Closing flag (Blockbegrenzung) mit nochmals 8 Bits ('01111110').
| Flag     | Address  | Control  | Information | Frame Check Sequence | Frame Check Sequence | Flag     |
| 01111110 | XXXXXXXX | XXXXXXXX | ...         | XXXXXXXX             | XXXXXXXX             | 01111110 |

Um zu vermeiden, dass innerhalb des Datenbereichs oder der Prüfsumme das Opening flag bzw. Closing flag auftritt, wird Bitstopfen (bit stuffing) oder zero insertion angewandt. Dies bedeutet, dass innerhalb des Rahmens nach fünfmaligem Auftauchen der '1' eine '0' eingefügt wird, um eine Verwechslung mit einem Flag zu verhindern. Auf Empfängerseite wird eine '0' nach fünfmaligem Auftreten der '1' einfach wieder gelöscht.
Es gibt jedoch zwei Sonderzeichen, die verwendet werden können:
| Kodierung       | Bedeutung          |
| 01111111        | frame abortion     |
| 111111111111111 | channel not active |

## Blocktypen
Es gibt drei verschiedene Dateneinheiten, die sich im Aufbau des control field (Steuerungs-Feldes) unterscheiden:
I-Rahmen (Information frames) - zur Datenübertragung
| Bit 1 | 2                   | 3                   | 4                   | 5              | 6                      | 7                      | 8                      |
| 0     | Sende-Sequenznummer | Sende-Sequenznummer | Sende-Sequenznummer | Poll/Final Bit | Empfangs-Sequenznummer | Empfangs-Sequenznummer | Empfangs-Sequenznummer |

S-Rahmen (Supervisory frames) - zur Steuerung des Datenflusses
| Bit 1 | 2 | 3              | 4              | 5              | 6                      | 7                      | 8                      |
| 1     | 0 | Funktions-Bits | Funktions-Bits | Poll/Final Bit | Empfangs-Sequenznummer | Empfangs-Sequenznummer | Empfangs-Sequenznummer |

Die Funktions-Bits des S-Rahmens werden wie folgt kodiert:
| Kodierung | Befehl            | Bedeutung                                                                                |
| 00        | Receive-Ready     | zum Empfang weiterer Daten bereit; quittiert erfolgreichen Empfang der bisherigen Pakete |
| 01        | Receive-Not-Ready | keine weiteren Daten senden                                                              |
| 10        | Reject            | alle Daten ab der angegebenen Sequenznummer wiederholen                                  |
| 11        | Selective-Reject  | den Datenrahmen mit der angegebenen Sequenznummer wiederholen                            |

U-Rahmen (Unnumbered frames) - zur Steuerung der Verbindung
| Bit 1 | 2 | 3              | 4              | 5              | 6              | 7              | 8              |
| 1     | 1 | Funktions-Bits | Funktions-Bits | Poll/Final-Bit | Funktions-Bits | Funktions-Bits | Funktions-Bits |

Die ersten 2 und folgenden 3 Funktionsbits werden zu einem Command/Reply Code zusammengesetzt.
| Funktions- Bits | Befehl | Command(C)/ Reply Code(R) | Bedeutung                | Befehl | Command(C)/ Reply Code(R) | Bedeutung          |
| 10 000          | SIM    | C/-                       | Set Init.Mode            | RIM    | -/R                       | Request Init.Mode  |
| 11 000          | SARM   | C/-                       | Set Async. Response Mode | DM     | -/R                       | Disconnected Mode  |
| 00 010          | DISC   | C/-                       | Disconnect               | RD     | -/R                       | Request disconnect |
| 10 001          | CMDR   | -/R                       | Command Reject           | FRMR   | -/R                       | Frame Reject       |
| 00 000          | UI     | C/R                       | Unnumbered Information   |        |                           |                    |
| 00 100          | UP     | C/-                       | Unnumbered Poll          |        |                           |                    |
| 00 110          | UA     | -/R                       | Unnumbered Ack.          |        |                           |                    |
| 11 100          | SABM   | C/-                       | Set Async. Balanced Mode |        |                           |                    |
| 00 001          | SNRM   | C/-                       | Set Normal Response Mode |        |                           |                    |
| 11 101          | XID    | C/R                       | Exchange Identification  |        |                           |                    |

## Betriebsarten
HDLC kennt drei verschiedene Betriebsarten:
Normal Response Mode (NRM)
Primärstation → Sekundärstation (Halbduplex)
Asynchronous Response Mode (ARM)
Primärstation → Sekundärstation (Vollduplex)
Asynchronous Balanced Mode (ABM)
Beide Stationen gleichwertig (Vollduplex)
Im NRM sendet eine Leitstation an eine oder mehrere Folgestationen. Die Folgestationen senden der Leitstation nur auf Anfrage (Polling). In der Nachricht einer Folgestation signalisiert ein gesetztes Final Bit das Ende ihrer Übertragung. Im ARM, der in der Praxis nur selten eingesetzt wird, haben die Folgestationen zusätzlich die Möglichkeit, auch ohne Polling der Leitstation Daten an diese zu senden. Voraussetzung hierfür ist, dass die Leitung frei ist. Im ABM schließlich sind nur Punkt-zu-Punkt-Verbindungen zwischen genau zwei Stationen möglich. Der Datenaustausch erfolgt hier, im Gegensatz zu den ersten beiden Fällen, symmetrisch.
HDLC und Varianten finden Anwendung bei X.25, GSM, ISDN, Frame Relay und PPP.

## Verwandte Protokolle und Varianten
Aufsetzend auf HDLC kann eine Übertragung zur Erhöhung des Datendurchsatzes auf mehrere physikalische Leitungen aufgeteilt werden. 
Während die einzelnen Verbindungen jeweils über eine HDLC gesichert werden, wird die Koordination dieser durch die Multilink-Procedure (MLP) durchgeführt.
Eine vergleichbare Anwendung ist die Kanalbündelung im ISDN.

## Spezifikationen
- C. Pignataro, M. Townsley: RFC: 4349 – High-Level Data Link Control (HDLC) Frames over Layer 2 Tunneling Protocol, Version 3 (L2TPv3). Februar 2006 (englisch).